# De Mezas Vej
De Mezas Vej i Aarhus er en større gade, der strækker sig fra Frederiksbjerg Torv til Søndre Ringgade. I området ved sidstnævnte gade, munder den ud i Harald Jensens Plads og bliver til Skanderborgvej på den anden side af Ringgaden. De Mezas Vej er på begge sider omgivet af rødbrune boligkarréer i 4-5 etager, der er et kendetegn for Frederiksbjerg.

## Vejens historie
Vejen blev navngivet i 1904 som en del af den gamle landevej til Skanderborg og er opkaldt efter den danske general Christian Julius de Meza (1792-1865). I Treårskrigen deltog han med ære i træfningerne ved Sundeved og Fredericia. De Meza var som overgeneral aktivt medvirkende til at Danmark opgav Dannevirke-stillingen, hvad der bragte ham i miskredit, og han blev efterfølgende frataget overkommandoen over hæren.
I lighed med De Meza, har flere danske officerer som deltog i de Slesvigske krige, fået opkaldt gadenavne efter sig på Frederiksbjerg.